# Konstantin Decker
Konstantin Decker (* 29. Dezember 1810 in Fürstenau, heute ein Ortsteil der Gemeinde Boitzenburger Land im Landkreis Uckermark; † 28. Januar 1878 in Stolp (polnisch Słupsk)) war ein deutscher Pianist, Komponist und Musikpädagoge.
Er studierte in Berlin bei Siegfried Dehn, danach siedelte er nach Sankt Petersburg um. Zu seinen Schülern gehörte dort u. a. Ingeborg Starck.
Konstantin Decker war auch Komponist; seine Oper „Isolde“ wurde 1850 in Königsberg uraufgeführt, danach 1852 in Sankt Petersburg.
Er schuf auch zahlreiche Lieder zu Texten von Ludwig Uhland, Johann Wolfgang von Goethe, Gottfried August Bürger und Heinrich Heine.
Seit 1859 wohnte er in Stolp. Im Stolper Adressbuch für das Jahr 1864 wird als sein Wohnort die Bergstraße 49 angegeben und "Komponist" als Beruf.